# Campionati europei di atletica leggera indoor 2021 - Getto del peso femminile
La gara di getto del peso femminile ai campionati europei di atletica leggera indoor di Toruń 2021 si è svolta il 4 e 5 marzo 2021 presso l'Arena Toruń.

## Podio
| Pos.    | Atleta              | Nazionalità |
| ------- | ------------------- | ----------- |
| Oro     | Auriol Dongmo       | Portogallo  |
| Argento | Fanny Roos          | Svezia      |
| Bronzo  | Christina Schwanitz | Germania    |

## Record
| Record                | Record             | Record  | Record                    | Record           |
| --------------------- | ------------------ | ------- | ------------------------- | ---------------- |
| Record mondiale       | Helena Fibingerová | 22,50 m | Jablonec, Repubblica Ceca | 19 febbraio 1977 |
| Record europeo        | Helena Fibingerová | 22,50 m | Jablonec, Repubblica Ceca | 19 febbraio 1977 |
| Record dei campionati | Helena Fibingerová | 21,46 m | San Sebastián, Spagna     | 13 marzo 1977    |

## Programma
| Data         | Ora   | Turno          |
| ------------ | ----- | -------------- |
| 4 marzo 2021 | 19:15 | Qualificazione |
| 5 marzo 2021 | 19:06 | Finale         |

## Risultati

### Qualificazione
Qualificazione: le atlete che raggiungono la misura di 18,40 m (Q) o le migliori 8 (q) avanzano alla finale
| Posizione | Atleta              | Nazionalità | 1ª prova | 2ª prova | 3ª prova | Risultato | Note |
| --------- | ------------------- | ----------- | -------- | -------- | -------- | --------- | ---- |
| 1         | Christina Schwanitz | Germania    | 18,86    |          |          | 18,86     | Q    |
| 2         | Aliona Dubitskaya   | Bielorussia | 18,00    | 18,74    |          | 18,74     | Q    |
| 3         | María Belén Toimil  | Spagna      | 18,64    |          |          | 18,64     | Q    |
| 4         | Auriol Dongmo       | Portogallo  | 17,78    | 18,55    |          | 18,55     | Q    |
| 5         | Jessica Schilder    | Paesi Bassi | 18,24    | 17,78    | 18,48    | 18,48     | Q    |
| 6         | Fanny Roos          | Svezia      | 17,78    | 18,45    |          | 18,45     | Q    |
| 7         | Sara Gambetta       | Germania    | x        | 18,43    |          | 18,43     | Q    |
| 8         | Markéta Červenková  | Rep. Ceca   | 17,93    | 18,16    | 17,59    | 18,16     | q    |
| 9         | Sophie McKinna      | Regno Unito | 17,59    | 17,95    | x        | 17,95     |      |
| 10        | Katharina Maisch    | Germania    | 17,93    | 17,72    | 17,59    | 17,93     |      |
| 11        | Emel Dereli         | Turchia     | 17,83    | 17,59    | 17,60    | 17,83     |      |
| 12        | Klaudia Kardasz     | Polonia     | 17,57    | x        | 17,81    | 17,81     |      |
| 13        | Amelia Strickler    | Regno Unito | 17,12    | 16,91    | x        | 17,12     |      |
| 14        | Chiara Rosa         | Italia      | 16,30    | 16,56    | 16,90    | 16,90     |      |
| 15        | Frida Åkerström     | Svezia      | 16,17    | 16,86    | 16,72    | 16,86     |      |
| 16        | Senja Mäkitörmä     | Finlandia   | 16,71    | 16,74    | 16,76    | 16,76     |      |
| 17        | Sara Lennman        | Svezia      | 16,01    | x        | 16,08    | 16,08     |      |

### Finale
| Posizione | Atleta              | Nazionalità | 1ª prova | 2ª prova | 3ª prova | 4ª prova | 5ª prova | 6ª prova | Risultato | Note                                     |
| --------- | ------------------- | ----------- | -------- | -------- | -------- | -------- | -------- | -------- | --------- | ---------------------------------------- |
| Oro       | Auriol Dongmo       | Portogallo  | x        | 19,21    | 19,07    | 19,08    | 19,34    | x        | 19,34     |                                          |
| Argento   | Fanny Roos          | Svezia      | x        | 18,53    | 18,59    | x        | 19,29    | x        | 19,29     | Record nazionale                         |
| Bronzo    | Christina Schwanitz | Germania    | 18,21    | 18,71    | 18,39    | 18,41    | 18,29    | 19,04    | 19,04     |                                          |
| 4         | Aliona Dubitskaya   | Bielorussia | 18,11    | 18,44    | 18,70    | 18,61    | 18,46    | 18,86    | 18,86     | Miglior prestazione personale stagionale |
| 5         | Jessica Schilder    | Paesi Bassi | x        | 18,02    | 18,02    | 18,29    | 18,69    | x        | 18,69     | Miglior prestazione personale            |
| 6         | Sara Gambetta       | Germania    | 18,30    | x        | 18,34    | x        | 18,13    | 17,94    | 18,34     |                                          |
| 7         | María Belén Toimil  | Spagna      | x        | 17,41    | x        | 17,80    | x        | 18,01    | 18,01     |                                          |
| 8         | Markéta Červenková  | Rep. Ceca   | 16,85    | 17,28    | 17,75    | 17,55    | 17,47    | 17,42    | 17,75     |                                          |